# Mike Keenan
Michael Edward "Mike" Keenan, född 21 oktober 1949 i Bowmanville, Ontario, är en kanadensisk ishockeytränare.
Mike Keenan spelade själv ishockey i lägre serier i USA åren 1969–1977. Han har sedan varit tränare för åtta olika NHL-klubbar, i tur och ordning: Philadelphia Flyers 1984–1988, Chicago Blackhawks 1988–1992, New York Rangers 1993–1994, St. Louis Blues 1994–1997, Vancouver Canucks 1997–1999, Boston Bruins 2000–2001, Florida Panthers 2001–2004 och Calgary Flames 2007–2009. 
Keenan, som kallas för "Iron Mike", har fått mycket kritik för sin krävande attityd i båset samt för att han fryser ut spelare som han inte gillar, något som även svenska NHL-profiler fått erfara. Hans största merit är Stanley Cup-vinsten med New York Rangers 1994. Han har dessutom nått Stanley Cup-final med Philadelphia Flyers 1985 och 1987 samt med Chicago Blackhawks 1992.

## Statistik
M = Matcher, V = Vinster, F = Förluster, O = Oavgjorda, ÖTF = Förluster på övertid eller straffar, S% = Segerprocent
| Lag        | Säsong     | Grundserie | Grundserie | Grundserie | Grundserie | Grundserie | Grundserie | Grundserie               | Slutspel | Slutspel | Slutspel | Slutspel                      |
| Lag        | Säsong     | M          | V          | F          | O          | ÖTF        | P          | Resultat                 | V        | F        | S%       | Resultat                      |
| ---------- | ---------- | ---------- | ---------- | ---------- | ---------- | ---------- | ---------- | ------------------------ | -------- | -------- | -------- | ----------------------------- |
| PHI        | 1984–85    | 80         | 53         | 20         | 7          | –          | 113        | 1:a i Patrick Division   | 12       | 7        | .632     | Förlorade i Stanley Cup-final |
| PHI        | 1985–86    | 80         | 53         | 23         | 4          | –          | 110        | 1:a i Patrick Division   | 2        | 3        | .400     | Förlorade i första rundan     |
| PHI        | 1986–87    | 80         | 46         | 26         | 8          | –          | 100        | 1:a i Patrick Division   | 15       | 11       | .577     | Förlorade i Stanley Cup-final |
| PHI        | 1987–88    | 80         | 38         | 33         | 9          | –          | 85         | 2:a i Patrick Division   | 3        | 4        | .429     | Förlorade i första rundan     |
| PHI totalt | PHI totalt | 320        | 190        | 102        | 28         | –          | 408        |                          | 32       | 25       | .561     | 4 slutspel                    |
| CHI        | 1988–89    | 80         | 27         | 41         | 12         | –          | 66         | 4:a i Norris Division    | 9        | 7        | .563     | Förlorade i tredje rundan     |
| CHI        | 1989–90    | 80         | 41         | 33         | 6          | –          | 88         | 1:a i Norris Division    | 10       | 10       | .500     | Förlorade i tredje rundan     |
| CHI        | 1990–91    | 80         | 49         | 23         | 8          | –          | 106        | 1:a i Norris Division    | 2        | 4        | .333     | Förlorade i första rundan     |
| CHI        | 1991–92    | 80         | 36         | 29         | 15         | –          | 87         | 2:a i Norris Division    | 12       | 6        | .667     | Förlorade i Stanley Cup-final |
| CHI totalt | CHI totalt | 320        | 153        | 126        | 41         | –          | 347        |                          | 33       | 27       | .550     | 4 slutspel                    |
| NYR        | 1993–94    | 84         | 52         | 24         | 8          | –          | 112        | 1:a i NHL                | 16       | 7        | .696     | Vann Stanley Cup              |
| NYR totalt | NYR totalt | 84         | 52         | 24         | 8          | –          | 112        |                          | 16       | 7        | .696     | 1 slutspel                    |
| STL        | 1994–95    | 48         | 29         | 15         | 5          | –          | 63         | 2:a i Central Division   | 3        | 4        | .429     | Förlorade i första rundan     |
| STL        | 1995–96    | 82         | 32         | 34         | 16         | –          | 80         | 4:a i Central Division   | 7        | 6        | .538     | Förlorade i andra rundan      |
| STL        | 1996–97    | 33         | 15         | 17         | 1          | –          | 31         | 4:a i Central Division   | –        | –        | –        | –                             |
| STL totalt | STL totalt | 163        | 75         | 66         | 22         | –          | 172        |                          | 10       | 10       | .500     | 2 slutspel                    |
| VAN        | 1997–98    | 63         | 21         | 30         | 12         | –          | 54         | 7:a i Pacific Division   | –        | –        | –        | Missade slutspel              |
| VAN        | 1998–99    | 45         | 15         | 24         | 6          | –          | 36         | 4:a i Northwest Division | –        | –        | –        | –                             |
| VAN totalt | VAN totalt | 108        | 36         | 54         | 18         | –          | 90         |                          | –        | –        | –        |                               |
| BOS        | 2000–01    | 74         | 33         | 26         | 7          | 8          | 81         | 4:a i Northeast Division | –        | –        | –        | Missade slutspel              |
| BOS totalt | BOS totalt | 74         | 33         | 26         | 7          | 8          | 81         |                          | –        | –        | –        |                               |
| FLA        | 2001–02    | 56         | 16         | 29         | 8          | 3          | 43         | 4:a i Southeast Division | –        | –        | –        | Missade slutspel              |
| FLA        | 2002–03    | 82         | 24         | 36         | 13         | 9          | 70         | 4:a i Southeast Division | –        | –        | –        | Missade slutspel              |
| FLA        | 2003–04    | 15         | 5          | 8          | 2          | 0          | 12         | 4:a i Southeast Division | –        | –        | –        | –                             |
| FLA totalt | FLA totalt | 153        | 45         | 73         | 23         | 12         | 125        |                          | –        | –        | –        |                               |
| CGY        | 2007–08    | 82         | 42         | 30         | –          | 10         | 94         | 3:a i Northwest Division | 3        | 4        | .429     | Förlorade i första rundan     |
| CGY        | 2008–09    | 82         | 46         | 30         | –          | 6          | 98         | 2:a i Northwest Division | 2        | 4        | .333     | Förlorade i första rundan     |
| CGY totalt | CGY totalt | 164        | 88         | 60         | –          | 16         | 192        |                          | 5        | 8        | .385     | 2 slutspel                    |
| Totalt     | Totalt     | 1386       | 672        | 531        | 147        | 36         | 1527       |                          | 96       | 77       | .538     |                               |